# اس‌ام‌اس بابنبرگ
اس‌ام‌اس بابنبرگ (به انگلیسی: SMS Babenberg) یک کشتی بود که طول آن ۳۷۵ فوت ۱۰ اینچ (۱۱۴٫۶ متر) بود. این کشتی در سال ۱۹۰۲ ساخته شد.